# Pedro/Maria Marì
Pedro/Maria Marì è un singolo della cantante italiana Raffaella Carrà, pubblicato nel maggio 1980 come primo estratto dall'undicesimo album in studio Mi spendo tutto.

## Descrizione
Contiene due brani estratti dall'album Mi spendo tutto dello stesso anno, raggiungerà la 5ª posizione nella classifica settimanale dei 45 giri più venduti durante il 1980.
Arrangiamenti e direzione d'orchestra di Paolo Ormi.

## Pedro
Il testo, piuttosto ironico, descrive l'avventura di una turista in vacanza a Santa Fe, con un "ragazzino" di nome Pedro, il quale in un primo momento si offre come guida turistica e successivamente diventa il suo amante.
Del brano esiste una versione in spagnolo con il testo di Luis Gómez Escolar; reperibile sia nell'album dal titolo Latino (1980), che raccoglie la traduzione di tutte le tracce di Mi spendo tutto, sia (rimasterizzato) nel cofanetto Raffica - Balletti & Duetti pubblicato nel 2008.
Roberta Modigliani, doppiata dalla vocalist Alessia Marinangeli, ne interpreta una cover nella seconda edizione della trasmissione televisiva Non è la Rai (92/93), successivamente ripresa nella terza edizione (93/94) e inserita nella raccolta Non è la Rai del 1993.
Nel 1999 negli album di remix Fiesta - I grandi successi per l'Italia e Fiesta - Grandes Éxitos per i mercati latini, Raffaella ripropone la canzone in versione dance, rispettivamente cantata in italiano e in spagnolo.

### Pedro Remix
Nel 2024, a distanza di 44 anni dalla sua pubblicazione, il brano ritorna ad essere ancora una volta popolare, trovando viralità grazie alla piattaforma TikTok con un remix techno creato dai DJ Jaxomy e Agatino Romero, con cui Pedro riesce trovare dapprima successo nelle piattaforme digitali nella Federazione Russa, e poi globalmente, comparendo in molte classifiche nazionali, e rendendo Raffaella Carrà la prima donna italiana a raggiungere la posizione più alta di sempre nella classifica mondiale Top 50 Global di Spotify.

## Maria Marì
Lato B del singolo.
La versione in spagnolo, testo di Manolo Diaz (alias Manuel Ángel Díaz Martínez), è reperibile nell'album Latino (1980) pubblicato solo nei paesi ispanici.

## Tracce
Anteprima Music
Lato A
1. Pedro – 3:20 (testo: Gianni Boncompagni – musica: Gianni Boncompagni, Franco Bracardi, Paolo Ormi)

2. Perdro (spanish version) –3:20
Lato B
1. Maria Marì – 5:25 (testo: Gianni Boncompagni, Gianni Belfiore – musica: Gianni Boncompagni, Paolo Ormi)

## Classifiche
| Classifica (1980) | Posizione massima |
| ----------------- | ----------------- |
| Italia            | 5                 |